# 퍼스널 이펙츠
《퍼스널 이펙츠》(영어: Personal Effects)는 2008년 공개된 미국의 로맨틱 드라마 영화이다.

## 줄거리
24살의 레슬링 선수 월터는 스무 살 이상 연상인 아름다운 웨딩 플래너 린다를 알게 된다. 두 사람에게는 살인으로 가족을 잃었다는 공통점이 있다.

## 출연
- 미셸 파이퍼 - 린다 역
- 애슈턴 쿠처 - 월터 역
- 캐시 베이츠 - 글로리아 역
- 스펜서 허드슨 - 클레이 역
  - 토퍼 그레이스 - 클레이 역 (목소리)
- 롭 러벨 - 캠던 역
- 세라 린드 - 애니 역
- 브라이언 마킨슨 - 피너런 역
- 서지 후드
- 앨릭스 포노빅
- 세라 스트레인지

## 기타 제작진
- 협력 제작: 섀넌 매커널티
- 배역: 캔디스 얼징가, 린지 헤이스 크루거, 데이비드 래퍼포트
- 미술: 브라이언 데이비
- 세트: 모니 엘 바트리크
- 의상: 주디 L. 러스킨